# Mastotermes darwiniensis
Mastotermes darwiniensis – gatunek termita występujący jedynie w północnej Australii, chociaż 20 milionów lat temu przedstawiciele rodziny Mastotermitidae występowali powszechnie.

## Budowa i fizjologia
Mastotermes darwiniensis charakteryzuje się uproszczoną, typowo owadzią budową ciała. Posiada sześć członowanych odnóży, które składają się z pięciu segmentów (odróżnia go to od innych termitów, mających zwykle odnóża czterosegmentowe). Rozmiar termitów Darwina waha się od 10 mm wśród robotnic do 35 mm u osobników uskrzydlonych. Ich masa wynosi średnio około 40–50 mg. W zależności od kasty, do której należy dany osobnik, termity różnią się budową głowy – robotnice mają je widocznie mniejsze i z mniejszym gryzącym aparatem gębowym. Robotnice i wojownicy nie posiadają skrzydeł, które są u królowej równej długości.
Mastotermes darwiniensis odżywia się głównie drewnem żywych drzew, ale także martwymi, organicznymi odpadami (np. kośćmi) czy papierem (umożliwiają im to enzymy trawiące celulozę). Zakładają gniazda głównie pod ziemią i we wnętrzach drzew. W terenie niezabudowanym ich kolonie są stosunkowo niewielkie, natomiast w miejscach z dużą ilością zabudowań znacząco zwiększają swoją liczebność – nawet do ponad miliona robotnic w jednej.

## System kastowy
System kastowy Mastotermes darwiniensis składa się ze stosunkowo małych robotnic, większych wojowników oraz królowej i króla. Król i królowa opiekują się młodymi do czasu, gdy pojawi się wystarczająca liczba robotnic, by karmić całą kolonię. Królowa składa jaja w pakietach (gronach) po 24, a nie pojedynczo (jest to cecha występująca u spokrewnionych z termitami karaczanów). Wyjątkowa dla tego gatunku, jest możliwość przeobrażania robotnic w przedstawicieli innych kast (włącznie z wykształceniem skrzydeł).

## Ekologia
Mastotermes darwiniensis jest jedynym znanym gospodarzem Mixotricha paradoxa – protista żyjącego w jelicie i współtrawiącego drewno. Mastotermes darwiniensis jest także jedynym przykładem termita będącego symbiontem z przedstawicielami bakterii z rodzaju Blattabacterium (które są typowymi symbiontami karaluchów).

## Znaczenie dla gospodarki
Mastotermes darwiniensis jest największym szkodnikiem wśród australijskich termitów, powodującym wielkie straty – jego osobniki pożywiają się żywymi drzewami, plonami rosnącymi na polach, powodując straty dla rolnictwa. Ich ofiarą padają także fragmenty ludzkich budowli: drewniane fragmenty mostów, słupów transmisyjnych, domów, a także izolacja kabli elektrycznych.